# Chây Philippines
Chây Philippines (danh pháp khoa học: Palaquium philippense) là một loài thực vật thuộc họ Sapotaceae. Đây là loài đặc hữu của Philippines. Chúng hiện đang bị đe dọa vì mất môi trường sống.

## Hình ảnh

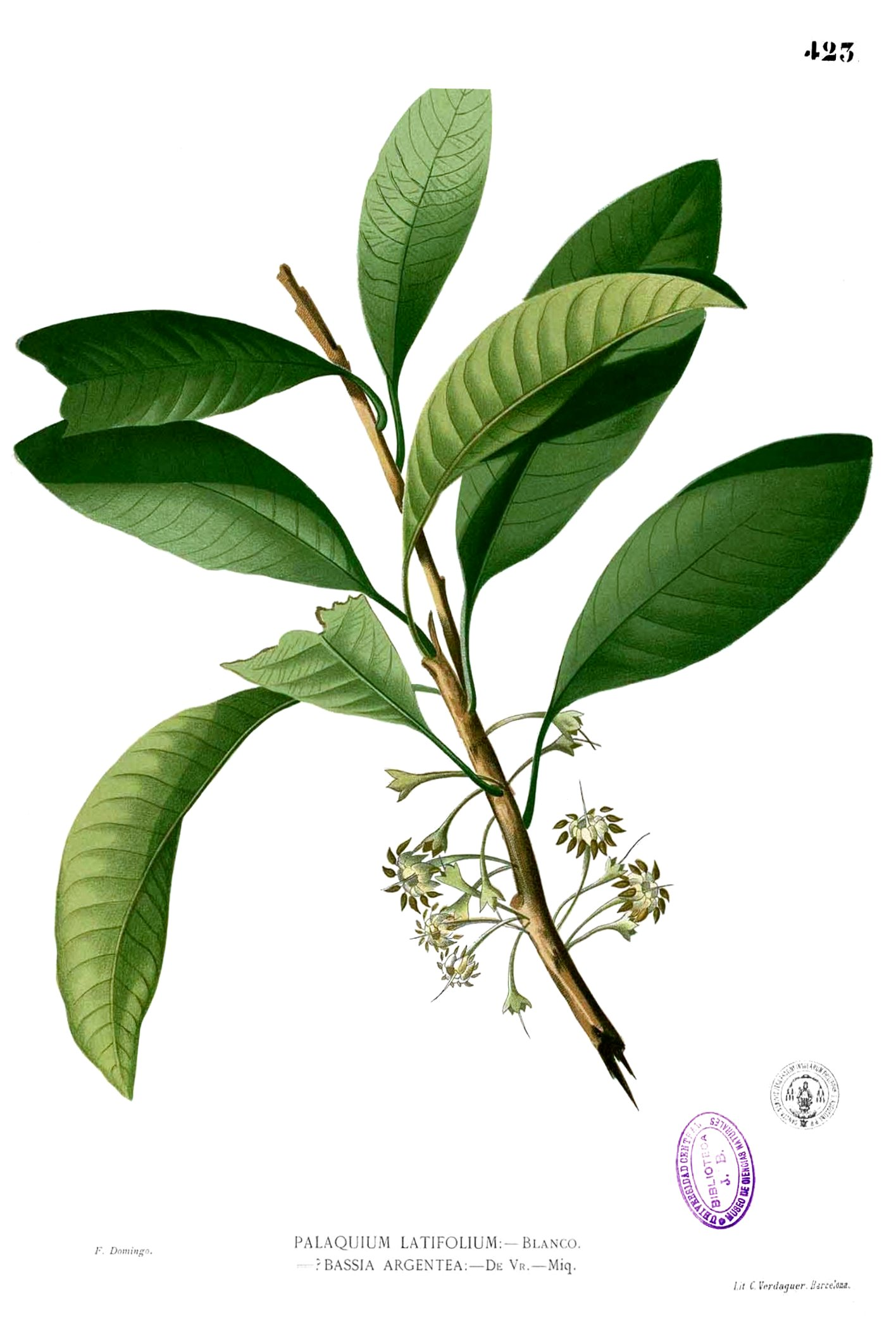
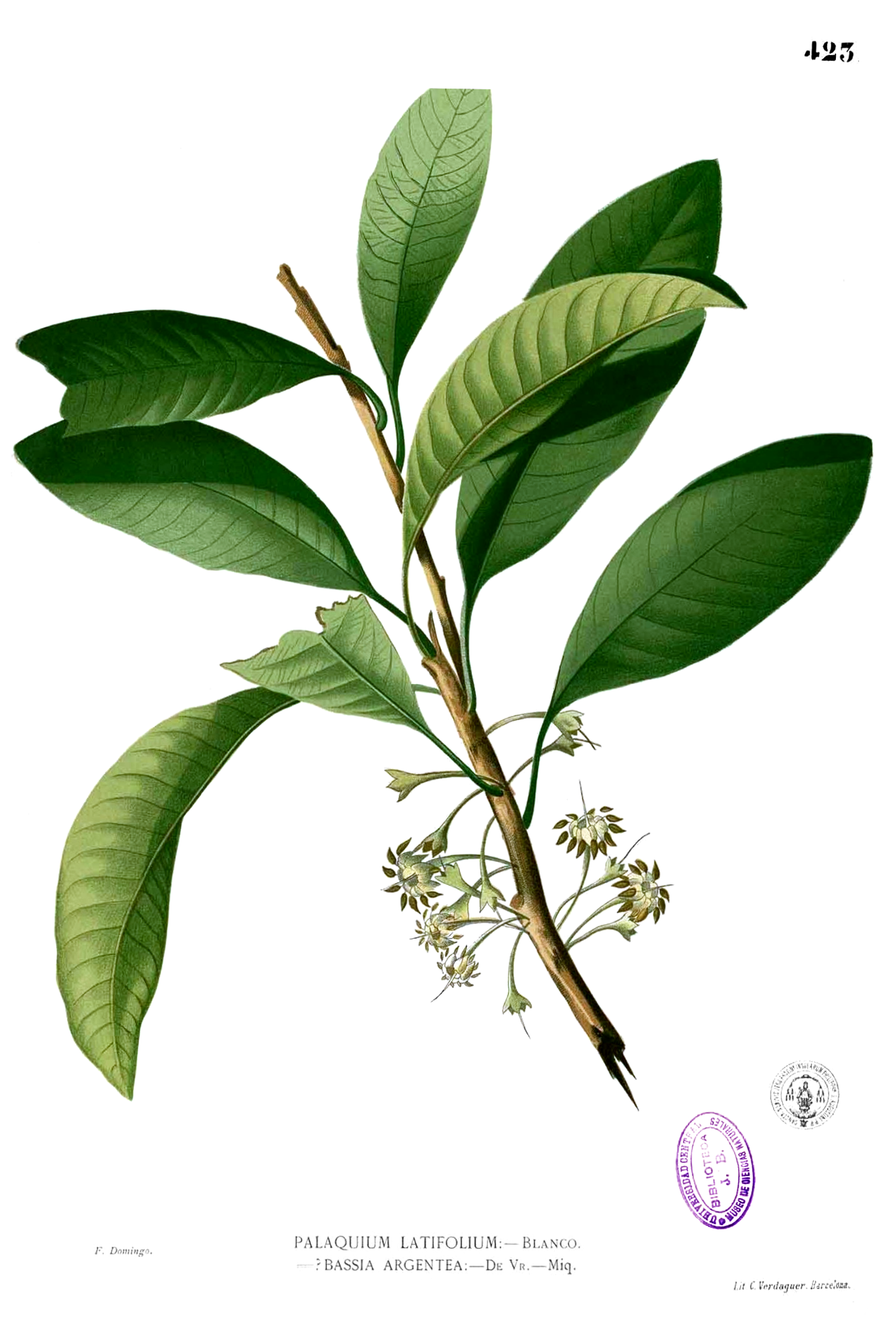